# Nancy Abouke
Nancy Genzel Abouke, född 5 juli 2003, är en naurisk tyngdlyftare.

## Karriär

### 2018
Den 26 juni 2018 slutade Abouke på första plats i ryck och totalvikt samt på andra plats i stöt i 53–58-kilosklassen vid oceaniska juniormästerskapen som ägde rum i Nya Kaledonien. Samma dag slutade hon på första plats i samtliga tre discipliner vid oceaniska ungdomsmästerskapen som också ägde rum i Nya Kaledonien; i Le Mont-Dore. Två dagar senare tävlade Abouke vid oceaniska mästerskapen i 53–58-kilosklassen och slutade på andra plats bakom Jenly Tegu Wini från Solomonöarna.

### 2019
Den 4 juni 2019 tävlade Abouke vid juniorvärldsmästerskapen i Suva, Fiji och slutade på femte plats i stöt i 64-kilosklassen med ett lyft på 110 kg. Vid oceaniska mästerskapen som ägde rum i Apia, Samoa den 10 juli 2019 slutade hon på fjärde plats i 64-kilosklassen i ryck, stöt och totalvikt. Abouke slutade på första plats i samma discipliner vid oceaniska junior- och oceaniska ungdomsmästerskapen som ägde rum samma dag.

### Olympiska sommarspelen 2020
Abouke tävlade i OS för första gången vid OS 2020 i Tokyo, som hölls 2021 på grund av coronaviruspandemin. Hon slutade på 10:e plats i 76-kilosklassen efter att ha lyft totalt 203 kg (90 kg i ryck och 113 kg i stöt). Abouke var även Naurus fanbärare vid invigningsceremonin tillsammans med Jonah Harris.